# Wakfu Heroes
Pour les articles homonymes, voir Wakfu.
 (septembre 2018).
Wakfu Heroes est une série de bande dessinée collective centrée sur les aventures des grands héros de l’univers de Wakfu. Chaque tome enrichit l'univers de la série animée en racontant l'histoire de personnages secondaires rencontrés lors des différents épisodes.

## Le monde deWakfu

### La légende d'Ogrest
"Une légende raconte que pour conquérir le cœur d'une poupée créée par Sadida nommée Dathura, Ogrest, un ogre titanesque, a réussi l'impossible : réunir les six Dofus, ces œufs de dragon aux pouvoirs surpuissants. Mais loin de lui apporter le bonheur auquel il aspirait, son amour ne s'intéressait qu'aux dofus. Ivre de colère et de chagrin, l'ogre tua sa bien-aimée avant de semer le chaos et la destruction aux confins du monde des douze. Les dieux, afin d'enrayer cette hécatombe, affrontèrent Ogrest, mais ils furent vaincus. Ogrest se retira alors sur les plus hautes cimes du Monde des douze pour pleurer. Ses larmes engloutirent la terre d'où vient l'expression "Chaos d'Ogrest".

### AprèsDofus
"L'âge de Dofus a pris fin, et les continents de jadis se sont transformés en archipels. Et si aujourd'hui, les sages se disputent quant aux causes du cataclysme, tous s'accordent pour constater que le monde n'est pas sorti d'affaire : les eaux montent, la nature devient folle. Et surtout, le Wakfu, l'énergie primordiale créatrice de monde est fortement perturbée".

## Tomes

### One-shots

#### 1:Le Corbeau noir
Scénario : Tot, Jean-David Morvan ; Dessin et couleurs : Adrián

##### Synopsis
Le premier tome est consacré au Corbeau Noir, l'un des méchants les plus charismatiques  de la série animée. Il a croisé le chemin des héros du dessin animé Wakfu dans les landes de Kelba. La confrontation a lieu pendant l'épisode 3 de la saison 1. Cette bande dessinée revient sur les origines de ce personnage en suivant l'aventure de Kabrok, où l'on découvre sa rencontre avec Miranda, mais surtout sa terrible transformation en Corbeau Noir. Tous les tournants de sa vie d'aventurier et de super-vilain sont retranscrits en images dans cette histoire.

##### Personnages
- Miranda : Miranda est la femme de Kabrok. Elle est de la classe des ecaflips. Elle est aussi redoutable en affaire qu'elle est ravissante. Avec elle, un kama est un kama ! Alors n'essayez pas de vous mesurer à elle niveau marchandage, car cette femme-là a les moyens de vous vider les bourses! On découvre dans ce tome sa rencontre avec Kabrok.

- Kabrok : Kabrok est un veil Osamodas. C'est un ancien collectionneur qui tient dans la série animée le magasin "Chez Kabrok", avec sa femme. Plus jeune, il a été un grand guerrier, garde de la banque centrale des Enutrofs.

- Korvus : Korvus est le meilleur ennemi de Kabrok. Ils n'ont de cesse de s'affronter, sans jamais pouvoir déterminer qui des deux était le plus fort. Ce volume décrit beaucoup d'éléments sur lui.

###### Équipement du Corbeau Noir
- L'oiseau des ténèbres : Ce destrier volant fantomatique permet au Corbeau Noir de semer la terreur avec vélocité, mais également de ne jamais craindre les attaques au corps à corps.
- La pique Epik : Mélange entre une hallebarde et une lance de joute, cette arme terrifiante peut détruire une échoppe de bois comme si elle était faite de papier.
- Le canon à Korbak : Ce terrible canon, fixé au bras du Corbeau Noir, tire des rafales de mini-corbeaux explosifs. Une attaque fulgurante qui fait des ravages.

#### 2:Percimol
Scénario : Maxe L'Hermenier ; Dessin : Wuye Changjie ; Couleurs : quadrichromie ; sortie : 10 novembre 2010

#### 3:Justice
Scénario : Faouz.b ; Dessin : Jebedaï ; Couleurs : quadrichromie ; Sortie : 21 octobre 2013

### Tangomango
Série composée de trois tomes, elle est écrite, illustrée et coloriée par Adrián.
1. Les Premiers Pirates, 14 mars 2013.
2. La Gazette du pirate, 10 septembre 2013
3. Le Hurlement du singe, 14 novembre 2014

## Adaptation dans l'universDofus
Une série Dofus Heroes a été créé sur le même principe.